# Gottfried August Homilius
Gottfried August Homilius, född den 2 februari 1714 i Rosenthal (Sachsen), död den 2 juni 1785 i Dresden, var en tysk tonsättare.
Homilius, som var lärjunge till J.S. Bach och lärare åt J.A. Hiller, blev 1742 organist vid Frauenkirche i Dresden och 1755 kantor vid Kreuzschule där. 
Homilius var högt skattad som kyrkomusikkompositör. Han utgav en passionskantat (1775), juloratoriet Die Freude der Hirten (1777) och Sechs deutsche Arien (1786).

## Verk (urval)
Passioner och oratorier
- Passiosnkantat "Ein Lämmlein geht und trägt die Schuld. Passions-Cantate, nach der Poesie des Herrn Buschmann) HoWV 1.2
- Matteuspassion "Ein Lämmlein geht und trägt die Schuld" HoWV 1.3
- Johannespassion "Der Fromme stirbt" HoWV 1.4
- Lukaspassion "Du starker Keltertreter" HoWV 1.5
- Markuspassion ”So gehst du nun, mein Jesu hin” (Die Gesichte des Leidens und Sterbens unseres Heilandes Jesu Christi nach der Bescheribung des Evangelisten Marcus. HoWV 1.10
- Juloratoriet ”Gott, dich rühmen under Lieder” (Die Freude der Hirten über die Geburt Jesu nach der Poesie des Herrn Buschmann) HoWV I.1

Kantater
- Ergreifet die Psalter, ihr christlichen Chöre, 1 söndagen i advent HoWV II. 1
- Frohlocke, Zion, dein Erlöser, 3 söndagen i advent   HoWV II.5
- Auf, auf, ihr Herzen, seid bereit, 4 söndagen i advent  HoWV II.7
- Ein hohen Tag kömmt”, Juldagen HoWV II.9
- Wüschet Jerusalem Glück, Nyårsdagen HoWV II.29
- Warum toben die Heiden Söndagen efter nyårsdagen HoWV II.37
- Gottt fähret auf mit Jauchzen”, Kristi himmelsfärdsdagen  HoWV II 87
- Der Herr ist Gott. der unse rleuchtet, Pingsdagen HoWV II.91
- Heilig ist unser Gott, der Herr Gott Zebaoth Heliga Trefaldighetsdagen HoWV II.99

Motetter
- Da es nun Abend ward, HoWV5.35
- Der Herr ist meine Stärke,  HoWV 5.7
- Habe deine Lust an dem Herrn, HoWV 5.42
- Ich will den Herrn loben, HoWV 5.179.
- Ihr sollt nicht sorgen und sagen, HoWV 5.19
- Kommt her und sehet an die Wunder Gottes, HoWV 5.21
- Machet die Tore weit, HoWV 5.25
- Mir hast du Arbeit gemacht, HoWV 5.47
- Selig sind die Toten Brich dem Hungrigen dein Brot,  HoWV 5.3
- Siehe, das ist Gottes Lamm, HoWV 51
- Unser Leben währet siebenzig Jahr, HoWV5. 55
- Wünschet Jerusalem Glück, (2) HoWV 5. 33, 5.34